# Macrocera glabrata
Macrocera glabrata är en tvåvingeart som beskrevs av Tonnoir 1927. Macrocera glabrata ingår i släktet Macrocera och familjen platthornsmyggor. Inga underarter finns listade i Catalogue of Life.